# Promozione Sardegna 1974-1975
Nella stagione 1974-1975 la Promozione era il quinto livello del calcio italiano (il massimo livello regionale). Qui vi sono le statistiche relative al campionato in Sardegna.
Il campionato è strutturato in vari gironi all'italiana su base regionale, gestiti dai Comitati Regionali di competenza. Promozioni alla categoria superiore e retrocessioni in quella inferiore non erano sempre omogenee; erano quantificate all'inizio del campionato dal Comitato Regionale secondo le direttive stabilite dalla Lega Nazionale Dilettanti, ma flessibili, in relazione al numero delle società retrocesse dal Campionato Interregionale e perciò, a seconda delle varie situazioni regionali, la fine del campionato poteva avere degli spareggi sia di promozione che di retrocessione.

## Classifica finale
|  | Pos. | Squadra            | Pt | G  | V  | N  | P  | GF | GS | DR  |
|  | ---- | ------------------ | -- | -- | -- | -- | -- | -- | -- | --- |
|  | 1.   | Sant'Elena         | 41 | 30 | 16 | 9  | 5  | 42 | 23 | +19 |
|  | 2.   | Arzachena          | 41 | 30 | 15 | 11 | 4  | 37 | 25 | +12 |
|  | 3.   | Attilia Nuoro      | 38 | 30 | 17 | 4  | 9  | 52 | 31 | +21 |
|  | 4.   | Portotorres        | 36 | 30 | 13 | 10 | 7  | 39 | 28 | +11 |
|  | 5.   | Oristanese         | 33 | 30 | 10 | 13 | 7  | 31 | 26 | +5  |
|  | 6.   | Calangianus        | 33 | 30 | 12 | 9  | 9  | 40 | 35 | +5  |
|  | 7.   | Ilvarsenal         | 29 | 30 | 7  | 15 | 8  | 25 | 25 | 0   |
|  | 8.   | Gennargentu Pacini | 29 | 30 | 8  | 13 | 9  | 23 | 23 | 0   |
|  | 9.   | Ozierese           | 29 | 30 | 10 | 9  | 11 | 24 | 33 | -9  |
|  | 10.  | Ossese             | 27 | 30 | 8  | 11 | 11 | 31 | 35 | -4  |
|  | 11.  | Ferrini Cagliari   | 27 | 30 | 7  | 13 | 10 | 26 | 34 | -8  |
|  | 12.  | Carbonia           | 25 | 30 | 7  | 11 | 12 | 29 | 39 | -10 |
|  | 13.  | Decimoputzu        | 25 | 30 | 8  | 9  | 13 | 19 | 30 | -11 |
|  | 14.  | Atletico Cagliari  | 25 | 30 | 8  | 9  | 13 | 37 | 43 | -6  |
|  | 15.  | Sant'Antioco       | 22 | 30 | 6  | 10 | 14 | 21 | 35 | -14 |
|  | 16.  | Villacidro         | 20 | 30 | 6  | 8  | 16 | 27 | 38 | -11 |

### Spareggio 1º posto
- a Nuoro: Sant'Elena Quartu-Arzachena 0-0

Ripetizione
- a Nuoro: Sant'Elena Quartu-Arzachena 2-1